# Constantine Rupiny
Constantine Rupiny (ur. 10 listopada 1974 w Parombo) – ugandyjski duchowny katolicki, biskup Nebbi od 2025.

## Życiorys

### Prezbiterat
Święcenia kapłańskie otrzymał 28 sierpnia 2004 i został inkardynowany do diecezji Nebbi. Po kilkuletnim stażu duszpasterskim podjął pracę jako wykładowca i wychowawca w krajowym seminarium w Alokolum. W latach 2018–2022 odbył studia doktoranckie z teologii dogmatycznej na Wydziale Teologicznym Uniwersytetu Kardynała Stefana Wyszyńskiego w Warszawie. Po powrocie do kraju został wicerektorem, a następnie rektorem seminarium w Alokolum.

### Episkopat
26 listopada 2024 papież Franciszek mianował go biskupem diecezji Nebbi. Sakry udzielił mu 22 lutego 2025 w Katedrze Niepokalanego Serca Najświętszej Maryi Panny w Nebbi udzielił mu metropolita Gulu, arcybiskup Raphael p’Mony Wokorach.  